# هات داک
هات داک (به انگلیسی: Hot Doc) یک مجله خبری یونانی است که در آوریل ۲۰۱۲ توسط صاحب و سردبیر آن کوستاس فاکسوانیس راه‌اندازی شد. این مجله هر پانزده روز یکبار منتشر می‌شود.
در اکتبر ۲۰۱۲، این مجله یک شماره ویژه حاوی فهرستی از نام‌هایی که ادعا شد محتویات فهرست لاگارد بودند را منتشر کرد. فاکسوانیس در ۲۸ اکتبر ۲۰۱۲ در ارتباط با انتشار شماره ویژه هات داک دستگیر شد. محاکمه فاکسوانیس در ۱ نوامبر آغاز شد و در همان روز با صدور حکم و تبرئه وی به پایان رسید.
در نوامبر ۲۰۱۶، هات داک که ضمیمه روزنامه داکیومنتو شد و متعلق به فاکسوانیس بود، فروخته شد.